# Peptide C
Le peptide C ne doit pas être confondu avec la protéine C réactive ou la protéine C.

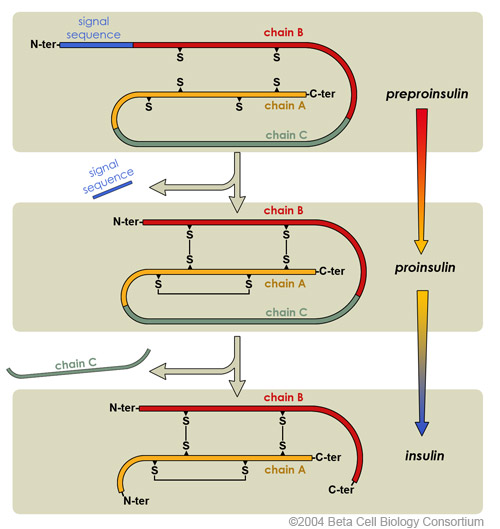
Production de l'insuline. La préproinsuline est synthétisée par les cellules beta des îlôts de Langerhans du pancréas au niveau du réticulum endoplasmique granuleux (REG). La préproinsuline va être rapidement dégradée en proinsuline qui passera dans des grains de sécrétion qui migreront vers la paroi cellulaire en même temps que la proinsuline sera clivée en insuline et peptide C.

Le peptide C, ou C-peptide en anglais, est un peptide de connexion (C) incorporé dans la proinsuline qui a été décrit en 1967 lors de la découverte du mode de biosynthèse de l'insuline. Il assure la liaison entre les chaînes A et B de l'insuline et facilite sa synthèse, son pliage et son transport dans le réticulum endoplasmique des cellules bêta du pancréas. Il est ensuite stocké en quantités équimolaires avec l'insuline dans les granules de sécrétion et les deux seront libérés dans la circulation porte.
Au départ, le seul intérêt clinique du C-peptide était d'être un marqueur de la sécrétion d'insuline et, en tant que tel, il a grandement permis de favoriser la compréhension de la physiopathologie du diabète de type 1 et de type 2. La première utilisation documentée du dosage du peptide C a été faite en 1972. Au cours de la dernière décennie, toutefois, on s'est aperçu que c'était lui-même un peptide bioactif, avec des effets sur le flux sanguin microvasculaire et la santé des tissus.

## Rôle
On a démontré que le peptide C se fixait à la surface d'un certain nombre de types cellulaires comme les neurones[Lesquels ?], les cellules endothéliales, les fibroblastes et les cellules des tubules rénaux, à des concentrations nanomolaires sur un récepteur probablement couplé aux protéines G. Le signal active des voies de signalisation intracellulaire calcium-dépendantes telles que les MAPK, PLCγ et PKC, conduisant à une régulation positive d'une série de facteurs de transcription ainsi que de l'eNOS et la Na+K+ATPase. Ces deux dernières enzymes sont connues pour avoir une activité diminuée chez les patients ayant un diabète de type 1 et ont été impliquées dans le développement de complications à long terme de ce type de diabète telles que la neuropathie périphérique et autonome. Des études in vivo sur des modèles animaux porteurs d'un diabète de type 1 ont montré que l'administration de C-peptide améliorait significativement les fonctions nerveuses et rénale. Ainsi, chez les animaux présentant des signes précoces de neuropathie d'origine diabétique, un traitement par le peptide C améliorait les fonctions des nerfs périphériques, comme en témoignent une vitesse de conduction nerveuse accrue, une augmentation de l'activité Na+K+ATPase neuronale et l'amélioration significative de l'évolution structurelle du nerf. De même, l'administration de peptide C à des animaux qui avaient un déficit en peptide C (diabète de type 1) et présentaient une néphropathie, améliorait la fonction et la structure rénale, diminuait la protéinurie et supprimait ou diminuait le diabète induit par des changements glomérulaires secondaires à une expansion de la matrice mésangiale,,,. On a également signalé que le C-peptide avait des effets anti-inflammatoires ainsi que d'aide à la réparation des cellules musculaires lisses,.

## Utilisation
- Aux patients chez qui on diagnostique un diabète, on peut faire un dosage du taux de peptide C pour, en cas de doute, différencier un diabète de type 1 d'un diabète de type 2. On prélève du sang veineux chez un patient à jeun. Les concentrations « normales » vont de 1 à 5 μg·l-1. On peut éventuellement sous certaines conditions faire un dosage urinaire. On préfère mesurer la concentration en peptide C plutôt qu'en insuline, car sa concentration est moins variable dans le temps, n'est pas perturbée par la présence d'anticorps anti-insulines[12]  Le pancréas de patients diabétiques de type 1 est incapable de produire de l'insuline et, par conséquent, ces sujets ont généralement une baisse du niveau de C-peptide, alors que la concentration de C-peptide chez les diabétiques de type 2 est normale ou supérieure à la normale. La mesure de la concentration du C-peptide chez les patients recevant de l'insuline synthétique peut aider à déterminer quelle est la part de leur propre insuline dans leur insulinémie.

Enfin un taux bas de peptide C chez des patients diabétiques non insulino-dépendants peut permettre de savoir qu'il faut les passer sous insuline.
- Le C-peptide est également utilisé pour déterminer la possibilité pour un gastrinome d'être associé à d'autres tumeurs endocrines associées comme retrouvé dans la néoplasie endocrinienne multiple type 1 (MEN 1) où peuvent également être touchés l'hypophyse, le pancréas, les parathyroïdes, les surrénales. Une augmentation du taux de C-peptide associé à la présence d'un gastrinome suggère fortement que d'autres organes que l'estomac peuvent être tumoraux.
- Le peptide C est dosé chez les femmes ayant un syndrome des ovaires polykystiques (SOPK) pour déterminer le degré de résistance à l'insuline.

Un excès de poids et une concentration plasmatique élevée en C-peptide prédisposent les hommes ayant un diagnostic ultérieur de cancer de la prostate à un risque accru de mourir de la maladie, selon les résultats d'une analyse de la survie à long terme rapportés le 6 octobre 2008 par la revue Lancet Oncology.

## Médicament
L'utilisation potentielle du peptide-C est à l'étude depuis plusieurs années, sans toutefois avoir abouti en raison de résultats cliniques contrastés chez l'humain dans les essais préliminaires ayant dissuadé à la création d'une cohorte importante, seule à même d'appuyer un traitement à grande échelle. Elle est aujourd'hui moins investiguée, à raison d'une vingtaine de publications par an contre 50 en 2001.
Plusieurs effets physiologiques intéressants ont été observés lors d'essais en phase 1 et 2, in vitro, chez le rongeur voire chez près de 300 patients répartis dans différentes études, atteints de diabète de type 1 qui implique une diminution de production du C-peptide. Des améliorations ont pu être ponctuellement observées sur la neuropathie périphérique diabétique, la néphropathie et d'autres complications généralement associées à long terme au diabète de type 1 malgré des effectifs faibles et des résultats parfois contradictoires,,,,,,,,,
Une entreprise basée à La Jolla, en Californie, appelée Cebix Incorporated a en conséquence déposé des brevets dans un certain nombre de pays pour la fabrication de C-peptide qu'elle voulait commercialiser en tant que traitement d'abord de la neuropathie diabétique puis éventuellement de la rétinopathie et de la néphropathie diabétique. Malgré des succès dans les études préliminaires et un investissement d'une cinquantaine de millions de dollars, la phase 2b de l'étude, publiée en décembre 2014, a échoué à montrer un effet positif sur la neuropathie diabétique ou secondairement sur une autre complication du diabète. À la suite de cet échec la société a cessé ses recherches et a été dissoute.